# Diego Echavarría Misas
Diego Echavarría Misas (Medellín, 25 de febrero de 1895- Medellín, 19 de septiembre de 1971) fue un empresario y hacendado colombiano. Destinó buena parte de su riqueza a las obras sociales de su país. Era reconocido como uno de los hombres más ricos de Medellín y de Colombia. 
Fue secuestrado por una banda organizada y asesinado en cautiverio.

## Biografía
Nació en Medellín, municipio de Antioquia, el 25 de febrero de 1895 y era hijo del hacendado Alejandro Echavarría Isaza, un conocido empresario antioqueño fundador de la empresa Coltejer, y de Ana Josefa Misas Euse. 
A los 16 años fue enviado a Alemania, donde cursó estudios secundarios en el Pedagogium en Godesberg, cerca a Bonn. A partir de entonces viajó por diferentes sitios de Europa, visitando periódicamente a Medellín, donde inicialmente trabajó con su padre. Se instaló en París.

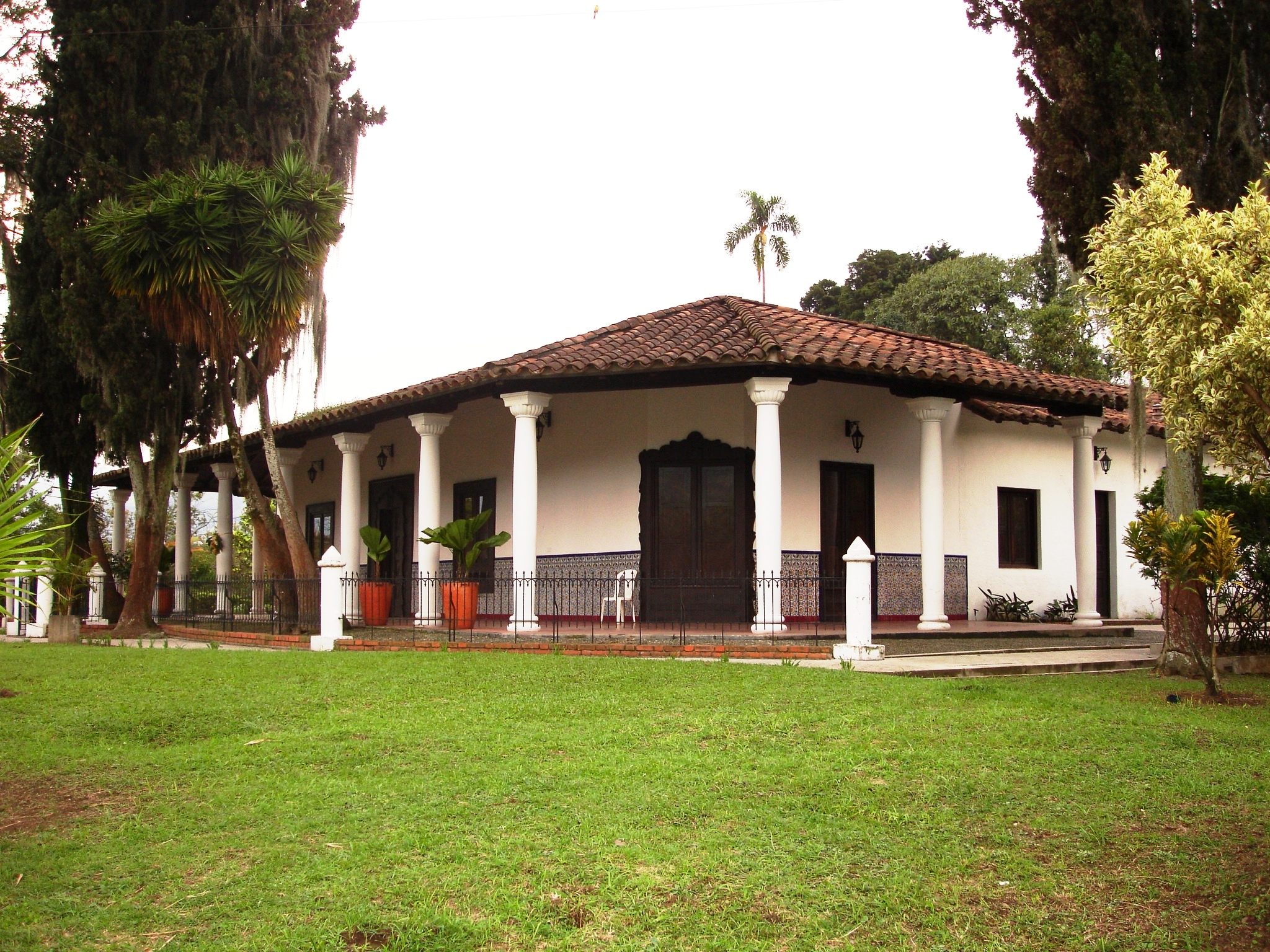
Fachada lateral de Ditaires.

Posteriormente contrajo matrimonio con la alemana Benedikta Zur Nieden, conocida como Dita, con quien tuvo su única hija Isolda Echavarría Zur Nieden; decidió instalarse en Medellín y compró una finca en Itagüí, que llamó Aires de Dita, luego llamada Ditaires, allí sembró una arboleda. Actualmente los territorios originales de la finca han sido reducidos para la construcción de barrios y avenidas, la casa de la cultura de Itagüí, el Colegio Alemán de Medellín y el parque Recreativo Ditaires. Sin embargo, la hacienda principal no ha sido modificada y hoy es un centro de convenciones.
Los domingos observa la precaria situación de los campesinos, motivo que le incitó a construir una clínica en San Antonio de Prado, dando la mitad del presupuesto para su construcción. En 1945 construyó la Fundación Biblioteca de Itagüí, obra favorita del señor Diego. Aproximadamente 10.000 lectores acudieron en 1960 a esta sala de lectura. La estadística del año 1971 arrojó un total de 354.236 lectores. Este recinto es actualmente un auditorio, ya que la biblioteca fue trasladada al Parque Obrero.

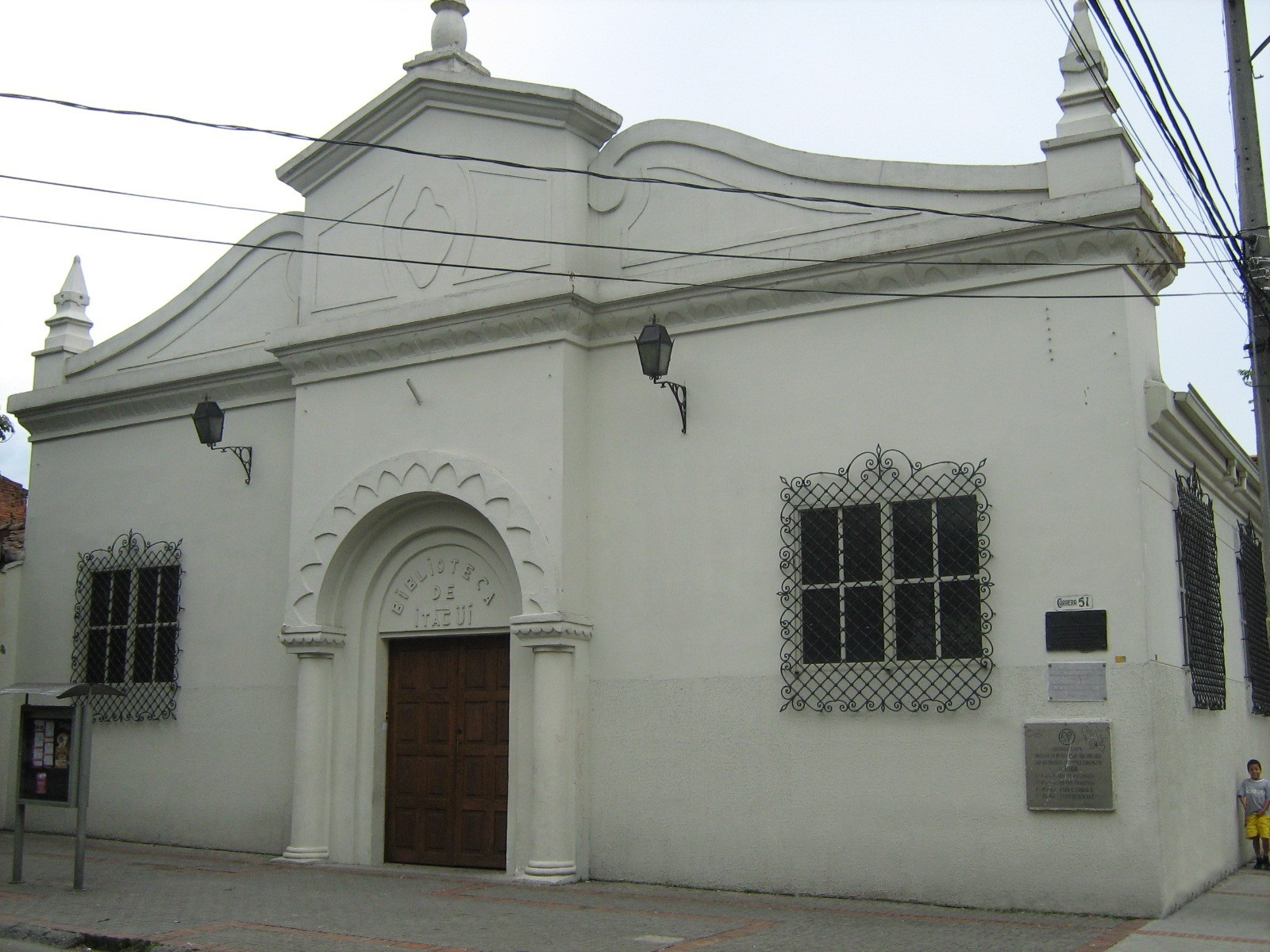
Antigua Biblioteca Diego Echavarría Misas.

En los primeros años funcionaba una clase de pintura que más tarde se suprimió debido a la estrechez, por el gran número de lectores. En 1970 donó un gran lote de su finca en Itagüí para la construcción de una escuela en el barrio Santa Ana, que llamó Escuela Isolda Echavarría (No confundir con el Colegio Waldorf Isolda Echavarría, fundado en 1984 en el municipio de La Estrella (Colombia) en memoria de la única hija de Echavarría, fallecida en Estados Unidos donde cursaba sus estudios universitarios debido a una enfermedad llamada Guillain-Barré-Landry. Con el patrimonio de su familia Echavarría creó una Fundación para obras de educación y beneficencia, construyó la Residencia Isolda Echavarría en el barrio el Pedregal; centro que suministra educación práctica y asistencia médica a la población cercana. Casi a diario subió para vigilar los trabajos de la construcción y más tarde el funcionamiento.
Se trasladó posteriormente al Poblado con la compra de El Castillo, sitio donde instaló obras de arte y que ahora es un museo. Lo último que logró crear fue la Biblioteca de Barbosa.

## Secuestro y muerte
El 8 de agosto de 1971 a la entrada de su casa, hoy Museo El Castillo en Medellín, el automóvil en el cual viajaba el patriarca Diego Echavarría Misas, fue abordado por unos hombres. Un mes y medio después, apareció su cadáver en una finca cercana a un barrio que llevaba el nombre de Alejandro Echavarría, su padre. Los secuestradores pertenecían a la banda del "Mono" Trejos. Fue asesinado el 19 de septiembre de 1971.